# Literatuurwetenschap
Literatuurwetenschap of letterkunde is de systematische studie van literatuur, waarbij alle aspecten van de literatuur en de plaats van literatuur in de maatschappij op een wetenschappelijke wijze worden bestudeerd. Hierbij komen zaken als aard en functie van de literatuur, genres, analyse van literaire teksten en literatuurkritiek aan bod.

## Begripsafbakening en onderzoeksgebieden
Hoewel literatuurwetenschap vaak gebruikt wordt als synoniem voor algemene literatuurwetenschap, is literatuurwetenschap de algemene verzamelnaam, ongeacht het bijzondere aandachtsgebied van de studie, terwijl de algemene literatuurwetenschap nadrukkelijk comparatistisch en internationaal georiënteerd is.
De literatuurwetenschap kent drie onderdelen: theoretische, vergelijkende en empirische literatuurwetenschap.
In de theoretische literatuurwetenschap wordt bestudeerd hoe literaire teksten passen in ideeën en opvattingen over literatuur, zowel in heden als verleden. De vraag wat een tekst tot literatuur maakt, staat centraal. De literaire canon  wordt bestudeerd. Er kunnen dan ook definities worden gegeven, bijvoorbeeld van wat een gedicht is. Ook wordt de literatuur beschouwd in een ruimer perspectief, zoals cultuur, sociale achtergronden en taal. In de toegepaste (empirische) literatuurwetenschap, die nog een onderdeel is van de theoretische literatuurwetenschap, wordt de verhouding tussen literatuur en lezer(s) bestudeerd.
In de vergelijkende literatuurwetenschap ligt de klemtoon op verbanden tussen literatuur, literaire stromingen en geschiedenis.
In de empirische literatuurwetenschap worden verschijnselen in de literatuur en bij lezers empirisch onderzocht. Een voorbeeld hiervan is een onderzoek naar lezersgedrag.
In het Angelsaksische taalgebied wordt soms geen onderscheid gemaakt tussen literary theory en literary criticism (zie bijvoorbeeld de Johns Hopkins Guide to Literary Theory and Criticism. In het Nederlandse taaleigen is er wel een duidelijke afbakening tussen literatuurtheorie (wetenschappelijk, theoretisch) en literatuurkritiek (praktisch; het bespreken van boeken).

## Opleiding
In Nederland en Vlaanderen is de opleiding literatuurwetenschap aan de meeste grote universiteiten te volgen. Literatuurwetenschap komt als vak voor in nagenoeg alle universitaire taalopleidingen, evenals bij film- en theaterwetenschappen. 

## Verder lezen
Boeken
- Luxemburg, Bal, Weststeijn (1992) "Inleiding in de Literatuurwetenschap"
- Luxemburg, Bal, Weststeijn (1987) "Over literatuur"
- (en)  Wellek and Warren (1948) "Theory of Literature, Nederlandse vertaling 1978
- F.C. Maatje (1970) "Literatuurwetenschap"
- Van Dijk (1970) "Moderne literatuurtheorie"
- Fokkema en Elrud Ibsch (1992) "Literatuurwetenschap & cultuuroverdracht"
- Van Gorp (1999) "Literatuurwetenschap - tekstinterpretatie - cultuurstudie"
- van het Reve (1979) "Literatuurwetenschap: Het raadsel der onleesbaarheid"

Tijdschriften
- "Spectator", tijdschrift voor Neerlandistiek
- "Forum der Letteren", tijdschrift voor taal- en letterkunde